# Joshua Bodnarchuk
Joshua "Josh" Bodnarchuk (ur. 31 maja 1996) – kanadyjski zapaśnik walczący w stylu wolnym. Srebrny medalista mistrzostw panamerykańskich w 2018 i w zawodach juniorów w 2016 roku.
Zawodnik University of Saskatchewan.